# Привидлор
Привидлор (Фольклор Привидів, Ґостлор (Гостлор), англ. Ghostlore ) — жанр фольклору, що є фольклором привидів. Ghostlore існував протягом всієї записаної історії, включаючи сучасні контексти. Наприклад, американський фольклорист Луї С. Джонс зауважує наступне у 1944 році:
Ghostlore досі широко розповсюджений та популярний. Хоча більшість дій, які вважаються типовими серед привидів (залізний ланцюжок, цвинтар, переслідування, і так далі), можна знайти, вони аж ніяк не настільки поширені в популярному ghostlore, як ми були примушені очікувати. Привид, який дуже схожий на щось реальне, є набагато більш поширеним, ніж будь-який інший. ... Можна очікувати, що раціональний вік науки знищить віру в здатність мертвих повернутися. Я думаю, що вона працює інакше: у вік наукових чудес все здається можливим .